# آثار و جایزه‌های مریلین مونرو

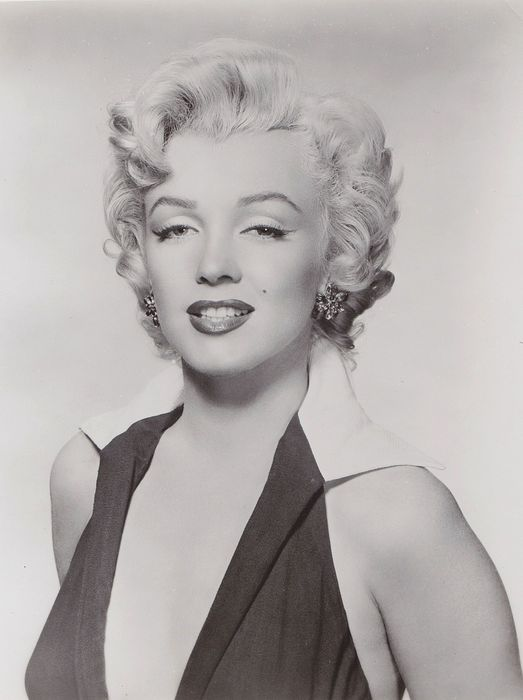
پرتره تبلیغاتی مریلین مونرو در نقش رز لومیس در فیلم نیاگارا (۱۹۵۳)

مریلین مونرو (۱ ژوئن ۱۹۲۶ – ۴ اوت ۱۹۶۲) بازیگر آمریکایی بود که از سال‌ ۱۹۴۶ تا ۱۹۶۱ در ۲۹ فیلم ایفای نقش کرد. او پس از یک فعالیت حرفه‌ای کوتاه در زمینهٔ مدلینگ، قراردادهای بازیگری کوتاه‌مدتی را با فاکس قرن بیستم و کلمبیا پیکچرز امضا کرد و در سال‌های نخستین فعالیتش در نقش‌های فرعی ظاهر شد. مونرو در سال ۱۹۵۰ در دو فیلم تحسین‌شده به نام‌های جنگل آسفالت و همه‌چیز دربارهٔ ایو نقش‌هایی مختصر داشت. نقش‌های او در این دو فیلم برخلاف بسیاری از نقش‌هایی بود که وی را به عنوان یک «بلوند احمق» جلوه می‌داد. مارگوت ای. هنریکسن، زندگی‌نامه‌نویس مونرو در دانشنامهٔ ملی زندگی‌نامه آمریکا می‌گوید این کلیشه «ناعادلانه» بود و مونرو را «در طول فعالیت حرفه‌ای خود آزار می‌داد».
موفقیت عمده کاری مونرو در سال ۱۹۵۳ صورت گرفت، زمانی که او در فیلم نوآر نیاگارا و کمدی‌های آقایان موطلایی‌ها را ترجیح می‌دهند و چگونه می‌توان با یک میلیونر ازدواج کرد بازی کرد. سارا چرچول، دیگر زندگی‌نامه‌نویس مونرو، اشاره می‌کند که پس از سال ۱۹۵۳، جذابیت جنسی مونرو که بیشتر یک رفتار «ناخودآگاه بود تا آگاهانه»، به مشخصهٔ اصلی او تبدیل می‌شود و پس از آن، این بازیگر را به یکی از محبوب‌ترین و شناخته‌شده‌ترین افراد در آمریکا تبدیل می‌کند. مونرو در سال ۱۹۵۵ در فیلم خارش هفت‌ساله به کارگردانی بیلی وایلدر، در نقش زنی که سوژهٔ فانتزی‌های جنسی همسایهٔ متأهلش قرار گرفته‌است، حضور پیدا کرد. یکی از سرشناس‌ترین صحنه‌های فعالیت حرفه‌ای مونرو در این فیلم رخ می‌دهد؛ او در حالی که لباس سفید خود را بر تن دارد، روی یک شبکه میله‌ای از سیستم تهویه مترو در خیابان می‌ایستد و باد دامن او را بالا می‌برد.
مونرو پس از حضور در فیلم ایستگاه اتوبوس (۱۹۵۶)، شرکت فیلم‌سازی خودش را تأسیس کرد. این شرکت مستقلاً فیلمی را به نام شاهزاده و شوگرل تولید کرد که در سال ۱۹۵۷ منتشر شد. او سپس در فیلم‌های بعضی‌ها داغشو دوست دارن (۱۹۵۹) و ناجورها (۱۹۶۱) ظاهر شد. در ژوئن ۱۹۶۲، مونرو به‌طور موقت از فیلم چیزی برای بخشیدن کنار گذاشته شد و درگذشت او در ماه اوت همان سال، ساخت این فیلم را ناتمام گذاشت. اگرچه مونرو تنها برای یک دهه از بازیگران سرشناس و نقش اول بود، فیلم‌های او تا زمان مرگ غیرمنتظره‌اش در سال ۱۹۶۲، در مجموع بیش از ۲۰۰ میلیون دلار به فروش رفتند.
مونرو در طول دوران حرفه‌ای خود جوایز متعددی را به دست آورد و نامزدی‌های گوناگونی را کسب کرد. جایزه هنریتا در بخش بهترین شخصیت جوان گیشه (۱۹۵۱) و ستارۀ محبوب سینمای جهان (۱۹۵۳)، یک جایزه دیوید دی دوناتلو و یک جایزه سزار برای بازی در شاهزاده و شوگرل (۱۹۵۸)، و یک جایزه گلدن گلوب بهترین بازیگر زن برای ایفای نقش در بعضی‌ها داغشو دوست دارن (۱۹۵۹)، از جمله مواردی بود که او برندهٔ آن‌ها شد. مونرو در سال ۱۹۶۰ به پیاده‌روی مشاهیر هالیوود اضافه شد و در سال ۱۹۹۵ یک ستارهٔ پالم در پیاده‌روی ستارگان پالم اسپرینگز به او اختصاص یافت. در فهرست ۱۰۰ سال… ۱۰۰ ستاره به انتخاب بفا از بنیاد انستیتوی فیلم آمریکا در سال ۱۹۹۹، او در رتبه ششم برترین بازیگر زن سینما قرار گرفت. سه عنوان از فیلم‌هایی که او در آن‌ها بازی کرد—بعضی‌ها داغشو دوست دارن، همه‌چیز دربارهٔ ایو، و جنگل آسفالت—به فهرست ملی ثبت فیلم در کتابخانه کنگره ایالات متحده اضافه شده‌اند. مونرو همچنان به عنوان نماد اصلی فرهنگ مردمی آمریکا در دهه‌های پس از مرگش در نظر گرفته می‌شود.

## سینما
مونرو در کارنامه هنری خود در ۲۹ فیلم سینمایی بازی کرد. در سال ۱۹۶۲، او در مرحله فیلم‌برداری سی‌امین فیلمش، چیزی برای بخشیدن، مدتی توسط استودیو اخراج شد و پیش از اتمام این نقش، درگذشت.
| سال  | عنوان                                 | نقش               | یادداشت‌ها                        | منابع  |
| ---- | ------------------------------------- | ----------------- | -------------------------------- | ------ |
| ۱۹۴۷ | سال‌های خطرناک                         | ایوی              |                                  | [ ۱۹ ] |
| ۱۹۴۸ | اسکودا هو! اسکودا هی!                 | بتی               | عدم نمایش نام در تیتراژ          | [ ۲۰ ] |
| ۱۹۴۸ | دختران گروه کر                        | پگی مارتین        |                                  | [ ۲۱ ] |
| ۱۹۴۹ | عاشق‌پیشه                              | مشتری گرانیون     |                                  | [ ۲۲ ] |
| ۱۹۵۰ | بلیط توماهاوک                         | کلارا             | عدم نمایش نام در تیتراژ          | [ ۲۳ ] |
| ۱۹۵۰ | جنگل آسفالت                           | آنجلا فینلی       |                                  | [ ۲۴ ] |
| ۱۹۵۰ | همه‌چیز دربارهٔ ایو                     | کلادیا کازوِل      |                                  | [ ۲۵ ] |
| ۱۹۵۰ | توپ آتشفام                            | پولی              |                                  | [ ۲۶ ] |
| ۱۹۵۰ | رایت کراس                             | داسکی لو دو       | عدم نمایش نام در تیتراژ          | [ ۲۷ ] |
| ۱۹۵۱ | داستان شهر مادری                      | آیرس مارتین       |                                  | [ ۲۸ ] |
| ۱۹۵۱ | به همان جوانی که حس می‌کنی             | هریت              |                                  | [ ۲۹ ] |
| ۱۹۵۱ | آشیانه عشق                            | رابرتا استیونز    |                                  | [ ۳۰ ] |
| ۱۹۵۱ | بیا قانونی‌اش کنیم                     | جویس منرینگ       |                                  | [ ۳۱ ] |
| ۱۹۵۲ | برخورد در شب                          | پگی               |                                  | [ ۳۲ ] |
| ۱۹۵۲ | ما متأهل نیستیم!                      | آنابل جونز نوریس  |                                  | [ ۳۳ ] |
| ۱۹۵۲ | زحمت در زدن به خودت نده               | نل فوربس          |                                  | [ ۳۴ ] |
| ۱۹۵۲ | میمون‌بازی                             | لوئیز لارل        |                                  | [ ۳۵ ] |
| ۱۹۵۲ | خانه پر او. هنری                      | خیابان‌گرد         | بازی در داستان پلیس و سرود کلیسا | [ ۳۶ ] |
| ۱۹۵۳ | نیاگارا                               | رز لومیس          |                                  | [ ۳۷ ] |
| ۱۹۵۳ | آقایان موطلایی‌ها را ترجیح می‌دهند      | لورالای لی        |                                  | [ ۳۸ ] |
| ۱۹۵۳ | چگونه می‌توان با یک میلیونر ازدواج کرد | پولا دبیوز        |                                  | [ ۳۹ ] |
| ۱۹۵۴ | رود بی‌بازگشت                          | کی وستون          |                                  | [ ۴۰ ] |
| ۱۹۵۴ | هیچ شغلی مثل نمایش نیست               | ویکتوریا هافمن    |                                  | [ ۴۱ ] |
| ۱۹۵۵ | خارش هفت‌ساله                          | دختر              |                                  | [ ۴۲ ] |
| ۱۹۵۶ | ایستگاه اتوبوس                        | شری               |                                  | [ ۴۳ ] |
| ۱۹۵۷ | شاهزاده و شوگرل                       | السی مارینا       | ساختهٔ مریلین مونرو پروداکشنز     | [ ۴۵ ] |
| ۱۹۵۹ | بعضی‌ها داغشو دوست دارن                | شوگر کین کووالچیک |                                  | [ ۴۶ ] |
| ۱۹۶۰ | بیا عشق بورزیم                        | آماندا دل         |                                  | [ ۴۷ ] |
| ۱۹۶۱ | ناجورها                               | رزلین تیبر        | واپسین ایفای نقش در فیلم         | [ ۴۸ ] |

## تلویزیون
| سال  | عنوان                     | نقش  | یادداشت‌ها                                       | منابع  |
| ---- | ------------------------- | ---- | ----------------------------------------------- | ------ |
| ۱۹۵۳ | برنامه جک بنی             | خودش | ۱۳ سپتامبر ۱۹۵۳                                 | [ ۴۹ ] |
| ۱۹۵۴ | نمایش باب هوپ             | خودش |                                                 | [ ۵۰ ] |
| ۱۹۵۵ | نفر به نفر                | خودش | مصاحبه با ادوارد مورو؛ ۸ آوریل ۱۹۵۵             | [ ۵۱ ] |
| ۱۹۶۲ | مراسم تولد رئیس‌جمهور کندی | خودش | اجرای «تولدت مبارک، آقای رئیس‌جمهور»؛ ۱۹ مه ۱۹۶۲ | [ ۵۲ ] |

## جایزه‌ها و نامزدی‌ها
| سال  | جایزه                  | اثر                                                                      | دسته                                        | نتیجه      | منابع  |
| ---- | ---------------------- | ------------------------------------------------------------------------ | ------------------------------------------- | ---------- | ------ |
| ۱۹۵۱ | جایزه هنریتا           | –                                                                        | بهترین شخصیت جوان گیشه                      | برنده      | [ ۹ ]  |
| ۱۹۵۲ | جایزه مجله فوتوپلی     | –                                                                        | سریع‌ترین ستاره در حال ظهور در سال ۱۹۵۲      | برنده      | [ ۵۳ ] |
| ۱۹۵۲ | جایزه مجله لوک         | –                                                                        | آینده‌دارترین زن نوظهور در سال ۱۹۵۲          | برنده      | [ ۵۴ ] |
| ۱۹۵۳ | جایزه هنریتا           | –                                                                        | زن محبوب سینمای جهان                        | برنده      | [ ۱۰ ] |
| ۱۹۵۳ | جایزه مجله فوتوپلی     | –                                                                        | پرطرفدارترین ستاره زن                       | برنده      | [ ۵۵ ] |

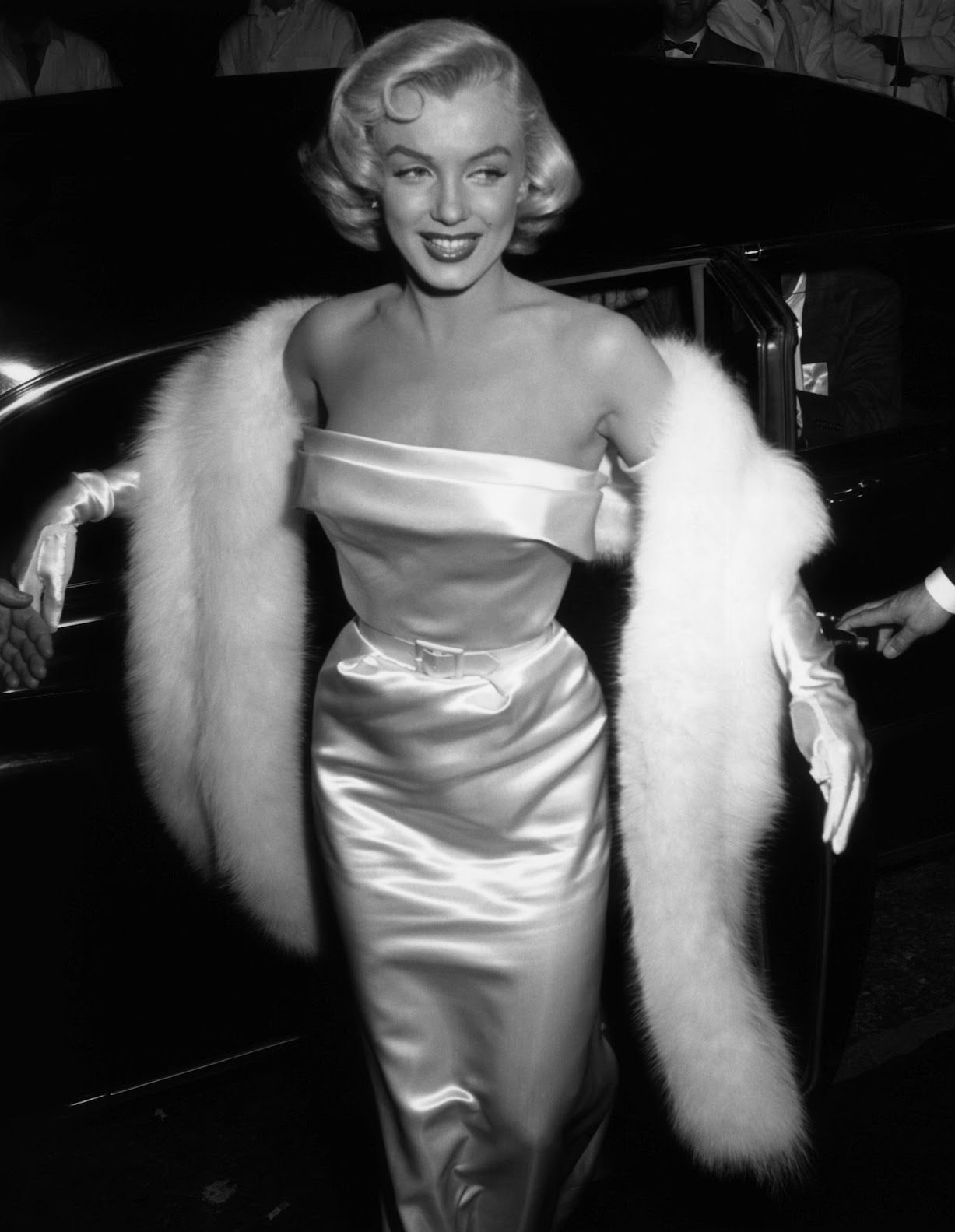
مونرو هنگام ورود به مراسم بزرگداشت لوئلا پارسونز

| ۱۹۵۴ | جایزه مجله فوتوپلی     | آقایان موطلایی‌ها را ترجیح می‌دهند و چگونه می‌توان با یک میلیونر ازدواج کرد | بهترین بازیگر زن                            | برنده      | [ ۵۶ ] |
| ۱۹۵۶ | جایزه بفتا             | خارش هفت‌ساله                                                             | بهترین بازیگر زن خارجی                      | نامزدشده   | [ ۵۷ ] |
| ۱۹۵۶ | جایزه گلدن گلوب        | ایستگاه اتوبوس                                                           | بهترین بازیگر زن در یک فیلم کمدی یا موزیکال | نامزدشده   | [ ۱۰ ] |
| ۱۹۵۸ | جایزه بفتا             | شاهزاده و شوگرل                                                          | بهترین بازیگر زن خارجی                      | نامزدشده   | [ ۵۸ ] |
| ۱۹۵۸ | جایزه دیوید دی دوناتلو | شاهزاده و شوگرل                                                          | بهترین بازیگر زن خارجی                      | برنده      | [ ۵۹ ] |
| ۱۹۵۹ | جایزه سزار             | شاهزاده و شوگرل                                                          | بهترین بازیگر خارجی                         | برنده      | [ ۶۰ ] |
| ۱۹۵۹ | جایزه لورل             | شاهزاده و شوگرل                                                          | برترین اجرای کمدی زن                        | رتبه چهارم | [ ۶۰ ] |
| ۱۹۶۰ | جایزه گلدن گلوب        | بعضی‌ها داغشو دوست دارن                                                   | بهترین بازیگر زن در یک فیلم کمدی یا موزیکال | برنده      | [ ۱۰ ] |
| ۱۹۶۰ | جایزه لورل             | بعضی‌ها داغشو دوست دارن                                                   | برترین اجرای کمدی زن                        | رتبه دوم   | [ ۶۱ ] |
| ۱۹۶۲ | جایزه هنریتا           | –                                                                        | زن محبوب سینمای جهان                        | برنده      | [ ۱۰ ] |